# Zephronia siamensis
Zephronia siamensis är en mångfotingart som beskrevs av Hirst 1907. Zephronia siamensis ingår i släktet Zephronia och familjen Zephroniidae. Inga underarter finns listade i Catalogue of Life.